# 营里镇 (晋州市)
营里镇，是中华人民共和国河北省石家庄市晋州市下辖的一个乡镇级行政单位。

## 行政区划
营里镇下辖以下地区：
营里村、西平乡村、东平乡村、北平乡村、宋家庄村、鲁家庄村、大尚村、小尚村、胡士庄寨村、张十字庄村、南位家口村和北位家口村。